# بانک شام
بانک شام (عربی: بنك الشام) شرکت خدمات مالی و بانکداری سوری است، که در سال ۲۰۰۶ تأسیس شد.